# Weigelswalde
Weigelswalde oder Weicholdswalde ist eine Ortswüstung auf dem Gebiet der Stadt Altenberg (Landkreis Sächsische Schweiz-Osterzgebirge). 
Der Ort befand sich im Wald nördlich von Altenberg. In Weigelswalde befanden sich einzelne Güter sowie drei Vorwerke und zwei Mühlen. Die Verwaltungszugehörigkeit lag beim Amt Altenberg. 1764 gab es 1¼ Hufen im Ort, 1834 wohnten hier 43 Menschen. Ab der Mitte des 19. Jahrhunderts brachen die Überlieferungen ab. 
Im Jahr 1449 war der Ort als Weigelswalde, 1462 als Wickeswalde und 1464 als Weigißwalde bekannt. 1465 hieß der Ort Wirkeßwalde und 1491 Weygelswalde. Im 17. Jahrhundert änderte sich die Namensüberlieferung auf Weicholdswalde (1687), Weigoldswald, bey Altenberg [...] drey in diesem Walde befindliche Forwerge (1791) und Weichholdswälder Vorwerke (1834).